# Alexis Monney
Alexis Monney (ur. 8 stycznia 2000 w Châtel-Saint-Denis) – szwajcarski narciarz alpejski, dwukrotny medalista mistrzostw świata i złoty medalista mistrzostw świata juniorów.

## Kariera
Po raz pierwszy na arenie międzynarodowej pojawił się 30 listopada 2016 roku w Arosa, gdzie w zawodach FIS zajął 52. miejsce w gigancie. W 2020 roku wystartował na mistrzostwach świata juniorów w Narwiku, zdobywając złoty medal w zjeździe. Wystartował także w supergigancie, jednak nie ukończył rywalizacji.
W zawodach Pucharu Świata zadebiutował 18 grudnia 2021 roku w Val Gardena, gdzie zajął 35. miejsce w zjeździe. Pierwsze pucharowe punkty wywalczył 4 marca 2022 roku w Kvitfjell, zajmując 26. miejsce w tej samej konkurencji. Na podium zawodów tego cyklu po raz pierwszy stanął 28 grudnia 2024 roku w Bormio, wygrywając rywalizację w zjeździe. W zawodach tych wyprzedził rodaka, Franjo von Allmena i Kanadyjczyka Camerona Alexandra.
W 2023 roku wystąpił na mistrzostwach świata w Courchevel/Méribel, gdzie zajął 18. pozycję w zjeździe. Na rozgrywanych dwa lata później mistrzostwach świata w Saalbach wywalczył brązowy medal w tej samej konkurencji. Wyprzedzili go jedynie Franjo von Allmen i Austriak Vincent Kriechmayr. Trzy dni później zdobył także srebrny medal w kombinacji drużynowej. 

## Osiągnięcia

### Mistrzostwa świata
| Miejsce | Dzień     | Rok  | Miejscowość        | Konkurencja          | Czas biegu | Strata | Zwycięzca         |
| ------- | --------- | ---- | ------------------ | -------------------- | ---------- | ------ | ----------------- |
| 18.     | 12 lutego | 2023 | Courchevel/Méribel | Zjazd                | 1:47,05    | +1,75  | Marco Odermatt    |
| DNF     | 7 lutego  | 2025 | Saalbach           | Supergigant          | 1:24,57    | +1,20  | Marco Odermatt    |
| 3.      | 9 lutego  | 2025 | Saalbach           | Zjazd                | 1:40,68    | +0,31  | Franjo von Allmen |
| 2.      | 12 lutego | 2025 | Saalbach           | Kombinacja drużynowa | 2:42,38    | +0,27  | Szwajcaria 1      |

### Mistrzostwa świata juniorów
| Miejsce | Dzień   | Rok  | Miejscowość | Konkurencja | Czas biegu | Strata | Zwycięzca     |
| ------- | ------- | ---- | ----------- | ----------- | ---------- | ------ | ------------- |
| 1.      | 7 marca | 2020 | Narwik      | Zjazd       | 1:02,38    | -      | -             |
| DNF     | 8 marca | 2020 | Narwik      | Supergigant | 1:06,47    | -      | Stefan Rieser |

### Puchar Świata

#### Miejsca w klasyfikacji generalnej
- sezon 2021/2022: 150.
- sezon 2022/2023: 73.
- sezon 2023/2024: 60.
- sezon 2024/2025: 9.

#### Miejsca na podium w zawodach
1. Bormio – 28 grudnia 2024 (zjazd) – 1. miejsce
2. Bormio – 29 grudnia 2024 (supergigant) – 3. miejsce
3. Kitzbühel – 25 stycznia 2025 (zjazd) – 2. miejsce
4. Crans-Montana – 22 lutego 2025 (zjazd) – 3. miejsce
5. Crans-Montana – 23 lutego 2025 (supergigant) – 2. miejsce